# フェルナンド・マトス・シルヴァ
フェルナンド・マトス・シルヴァ（Fernando Matos Silva、1940年5月22日 ヴィラ・ヴィソーザ - ）は、ポルトガルの映画監督である。「ノヴォ・シネマ」の映画作家として知られる。

## 略歴
1940年5月22日、エヴォラ県ヴィラ・ヴィソーザ（en:Vila Viçosa）に生まれる。
先取の指向をもち、1960年代の10年のあいだにロンドン・フィルム・スクール（London Film School）に通った。1973年に完成した長篇映画『O Mal Amado』は、プレス用プレミア試写のあとに検閲によって完全に禁止され、1974年4月25日の「カーネーション革命」が起きるまで上映できなかった。
最新作は『O Rapaz do Trapézio Voador』（2002年）である。

## フィルモグラフィ
助監督
- 青い年 Os Verdes Anos　1964年　監督パウロ・ローシャ
- 新しい人生 Mudar de Vida　1966年　監督パウロ・ローシャ

監督
- Por um Fio...　1968年　撮影マヌエル・コスタ・エ・シルヴァ
- O Mal-Amado　1974年　※マンハイム・ハイデルベルク国際映画祭インターフィルム賞受賞
- Argozelo　1977年
- O Meu Nome É...　1978年
- Acto dos Feitos da Guiné　1980年
- Guerra de Mirandum　1984年
- Ao Sul（南へ）　1995年
- Especial Cannes: 50 Anos de Festival　テレビ映画　1997年
- Leitão de Barros - O Senhor Impaciente　1998年
- João Cutileiro - E Neste Nada Cabe Tudo　テレビ映画　1998年
- A Luz Submersa　1999年
- Estrela do Guadiana（グアディアナの星）　2000年
- O Rapaz do Trapezio Voador　2002年

## 関連事項
- ポルトガルの映画